# Molophilus pegasus
Molophilus pegasus là một loài ruồi trong họ Limoniidae. Chúng phân bố ở miền Cổ bắc.